# ناحیه ناف
ناحیه ناف (به انگلیسی: Umbilical region) یکی از نُه ناحیه شکم است. ناحیه‌ای است که پیرامون ناف را دربر گرفته و تقریباً در نیمه راه بین زائدهٔ خنجری و التصاق شرمگاهی قرار دارد. این ناحیه از شکم شامل بخشی از معده، سر لوزالمعده، دوازدهه، بخشی از کولون عرضی و بخش‌های تحتانی کلیه چپ و راست است. سه ناحیه فوقانی، از چپ به راست، ناحیه هیپوکندری چپ، اپی‌گاستر و هیپوکندری راست هستند. سه ناحیه میانی، از چپ به راست، ناحیه کمر چپ، ناف و کمر راست است. سه ناحیه پایینی، از چپ به راست، ناحیه کشالهٔ ران چپ، شرمگاه و کشالهٔ ران راست هستند.